# Villa Lattuada
Villa Lattuada è una storica residenza eclettica di Casatenovo nella provincia di Lecco in Lombardia.

## Storia
Costruita sui resti di un ex-convento adibito a cascinale, la villa venne eretta tra il 1883 e il 1885 su progetto di Antonio Tagliaferri per volere della famiglia Lattuada. In seguito, gli interni furono risistemati da Achille Mainoni d'Intignano.
Anche il re Umberto I fu rapito dalla vista impareggiabile e dal fascino della proprietaria della regale dimora, che scelse per soggiorni segreti.

## Descrizione
La villa sorge nel comune di Casatenovo in località San Giacomo, immersa in un ampio parco circondato da un bosco. 
L'edificio, la cui architettura richiama quella delle cattedrali gotiche, presenta una forma quadrangolare, arricchita da due torri elevate sul prospetto occidentale, una delle quali è sormontata da una cuspide. Di ispirazione barocca, invece, il portico sul fronte della villa.

## Galleria d'immagini

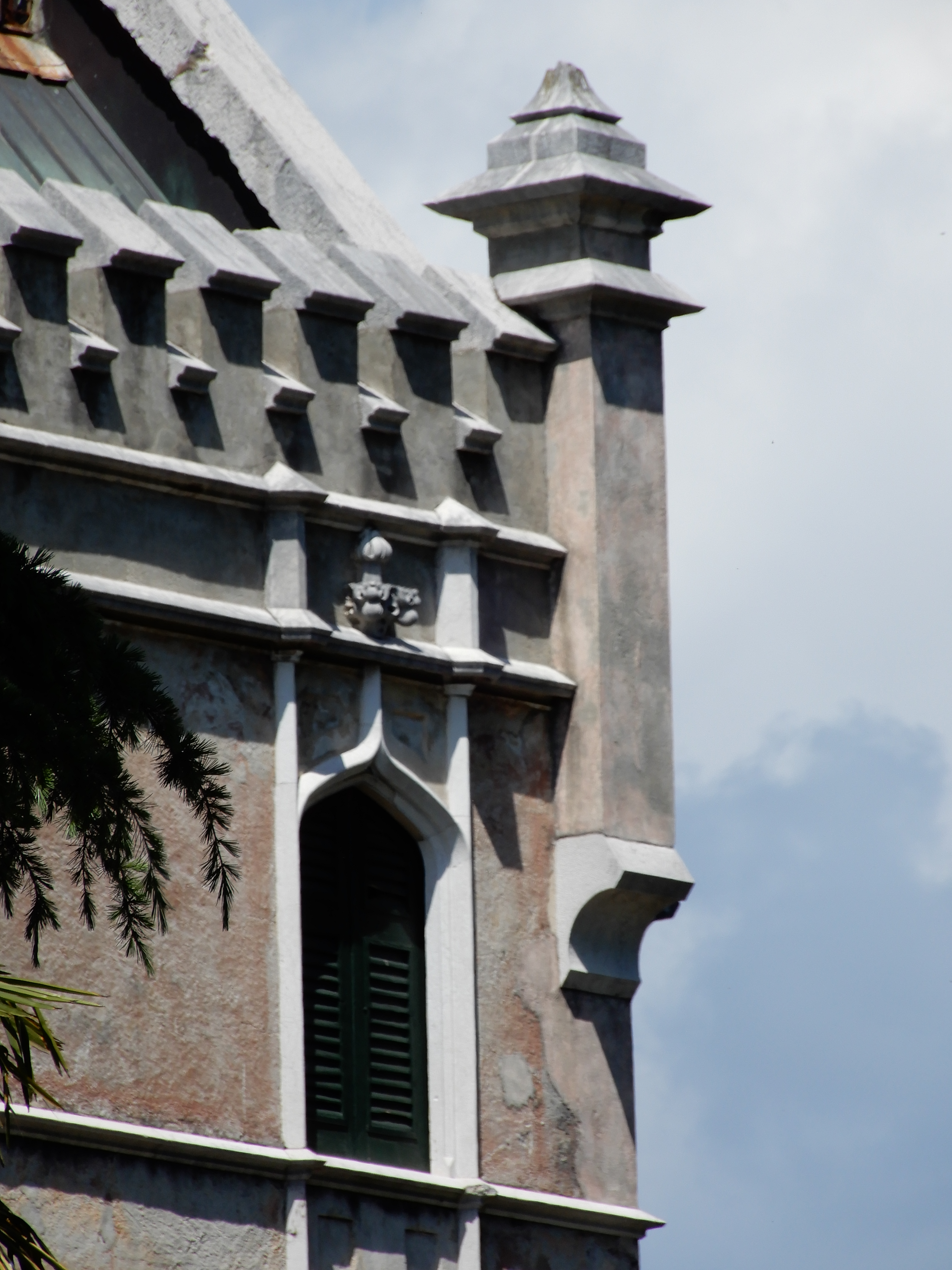
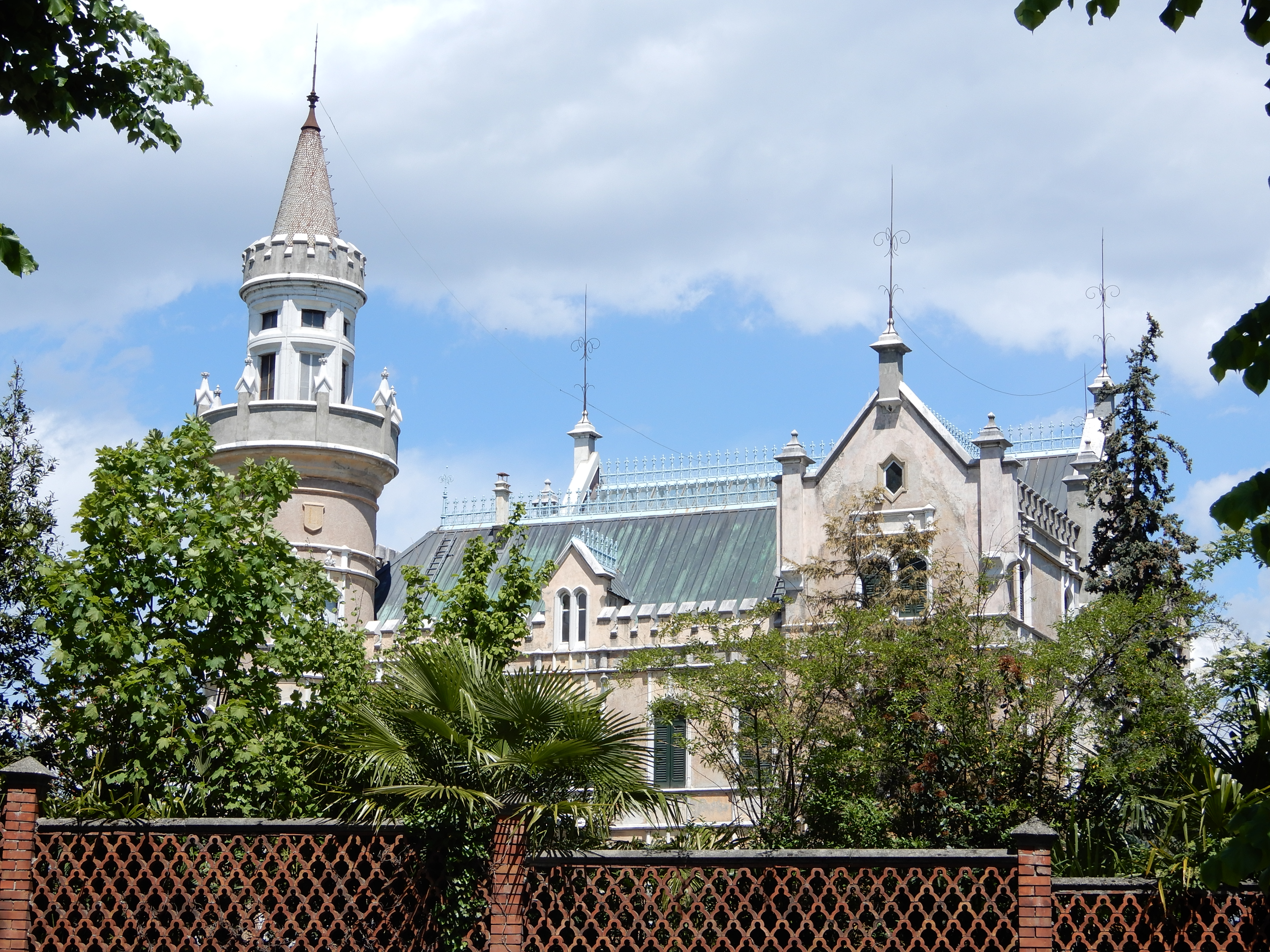
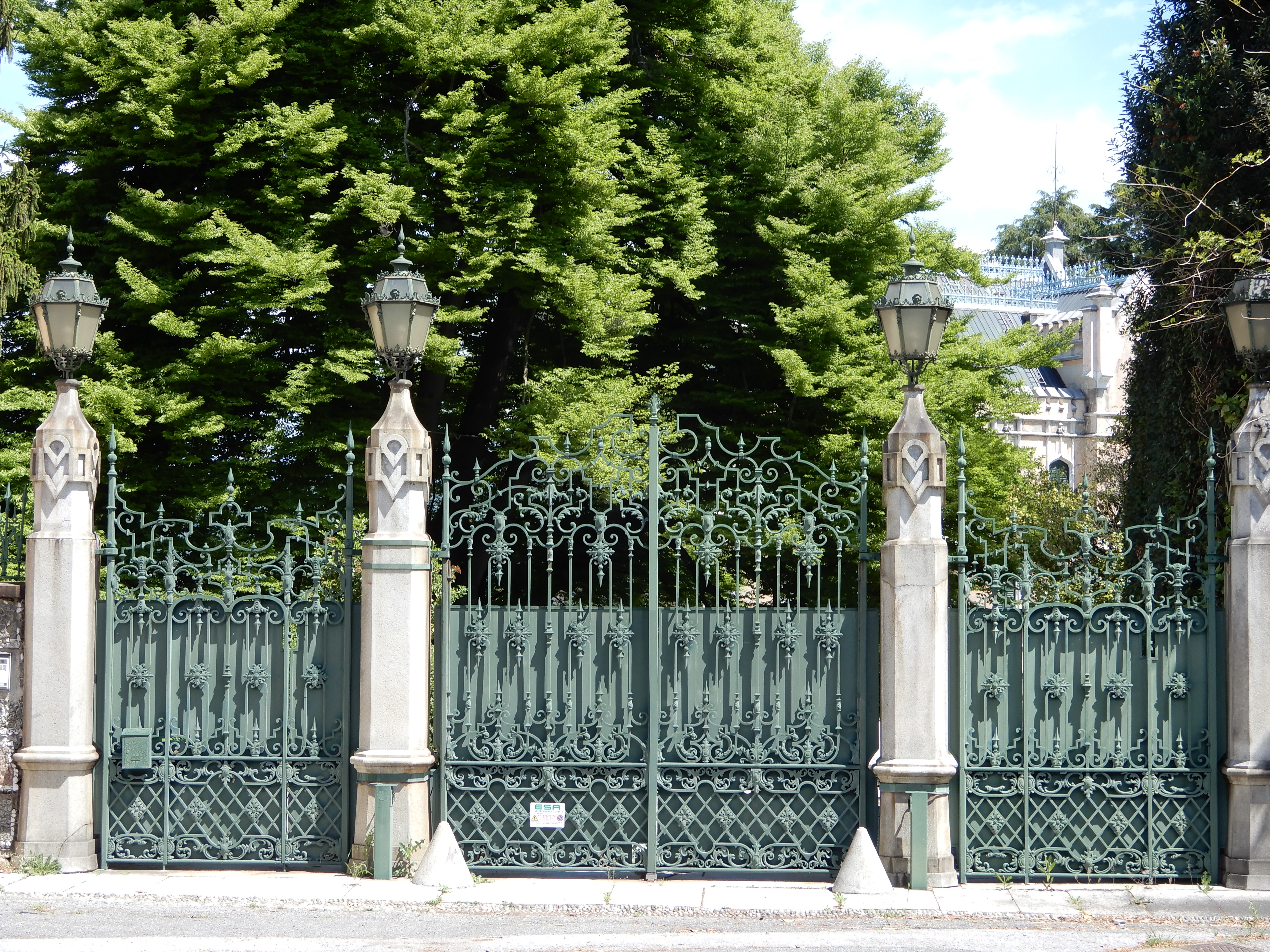